# Жнива скорботи: радянська колективізація і голодомор
«Жнива скорботи: радянська колективізація і голодомор» (англ. The Harvest of Sorrow: Soviet Collectivization and the Terror-Famine) — книга Роберта Конквеста про Голодомор в Україні 1932—1933.

## Історія написання
Книга вперше побачила світ у 1986 — в часи, коли не тільки в колишньому Радянському Союзі, а й у багатьох країнах Заходу не визнавали навіть сам факт Голодомору 1932-1933 в Україні. 

## Зміст
Дослідження всебічно розкриває правду про геноцид проти українського народу, насамперед його штучність та спланованість радянським тоталітарним режимом.
Книга містить три частини і 18 розділів.
- Частина І. Головні учасники подій: партія, селяни, нація
- Частина II. Удар по селянству
- Частина III. Терор голодом

## Відзнаки
За цю книжку автор був удостоєний 
- Премії фундації Антоновичів (1987)
- Національної премії України імені Тараса Шевченка (1994).

## Видання
- Robert Conquest. The Harvest of Sorrow: Soviet Collectivization and the Terror-Famine. ‒ New York: Oxford University Press, 1986. ‒ 412 р;

Переклади:
- Роберт Конквест. Жатва скорби: советская коллективизация и террор голодом / пер. с англ. И. Коэн, Н. Май‒ London: Overseas Publications Interchange Ltd, 1988. ‒ 620 с.
- Роберт Конквест. Жнива скорботи: радянська колективізація і Голодомор [Архівовано 10 лютого 2022 у Wayback Machine.]. — Київ: Либідь, 1993.
- Роберт Конквест. Жнива скорботи: радянська колективізація і голодомор / пер. з англ. Н. Волошинович, З. Корабліної, В. Новак. — Луцьк: Терен, 2007. — 454 с.